# La jument verte
La jument verte (Die grüne Stute) ist ein Roman des französischen Schriftstellers Marcel Aymé (1902–1967) und ist 1933 erschienen. Dieser Roman wurde 1959 von Claude Autant-Lara verfilmt. Beide Werke wurden zu einem großen Erfolg in Frankreich.

## Zusammenfassung
Die Geschichte spielt in der zweiten Hälfte des 19. Jahrhunderts in der Franche-Comté auf dem Lande. Im Dorf Claquebue, „wo nichts passiert“, bemerkt ein Pferdehändler, dass ihm in seinem Kuhstall eine grüne Stute geboren ist. Solange sie lebte und danach – als Gemälde – wurde die wunderbare Stute zum Talisman für die Familie Haudouin. Von ihrem Rahmen ab wurde sie auch Zeugin des Liebeslebens des ganzen Dorfs und konnte sie sogar die Überlegungen des Pfarrers, dem nichts entfällt, dazu kommentieren.
Die Handlung entwickelt sich vor dem Hintergrund einer gespaltenen Provinz. Zwei Parteien streiten um die Gewalt: die Klerikalen und die Republikanhänger. Der Roman enthält 17 Kapitel und wird in der dritten Person erzählt, mit Ausnahme von einigen Zwischenbemerkungen in der ersten Person Einzahl. Dies sind die Kommentare der Stute.
Die Handlung beruht auf einem Familiengeheimnis, das Ferdinand, der älteste Bruder der Pferdehändler-Familie Haudouin, in einem Brief unvorsichtig erwähnt hat. Ihre Mutter mittleren Alters hätte Honorés Leben, der während des Deutsch-Französischen Kriegs als Freischärler verfolgt worden war, geistesgegenwärtig unter Opferung ihrer Ehre gerettet, indem sie sich einem jungen bayerischen Hauptmann hingab. Der Brief indessen ging wegen der Nachlässigkeit des Postboten ausgerechnet im Wahlkampf verloren.

## Ausgaben
- Marcel Aymé Die grüne Stute : Roman. Aus d. Franz. von Walter Widmer. Kiepenheuer u. Witsch, Köln 1952, ISBN 3-462-01850-7.
- Marcel Aymé Œuvres romanesques complètes TOME I Yves-Alain Favre Bibliothèque de la Pléiade, 352; Gallimard, 1989 1646 s. ISBN 2-07-011157-1.
- Marcel Aymé La jument verte Gallimard Folio, 817; 249 s. ISBN 2-07-036817-3.

## Verfilmung
- 1959: La Jument verte von Claude Autant-Lara mit Bourvil, Valérie Lagrange, Sandra Milo